# Ambre Allinckx
Ambre Allinckx, née le 26 mars 2002 à Lucerne, est une joueuse professionnelle de squash représentant la Suisse. Elle atteint le 68e rang mondial en janvier 2021, son meilleur classement. Elle remporte les championnats de Suisse en 2020.

## Biographie
Née en 2002 à Lucerne en Suisse, elle bénéficie de la double nationalité franco-suisse. Elle devient ainsi championne de France des moins de 19 ans en 2018 et 2019 et championne de Suisse élite en 2020,. Elle intègre le top 100 mondial pour la première fois en octobre 2020.

## Palmarès

### Titres
- Championnats de Suisse : 2020

### Finales
- Championnats de Suisse : 2019